# Pyramica wheeleri
Pyramica wheeleri är en myrart som först beskrevs av Smith 1944.  Pyramica wheeleri ingår i släktet Pyramica och familjen myror. Inga underarter finns listade i Catalogue of Life.

## Bildgalleri

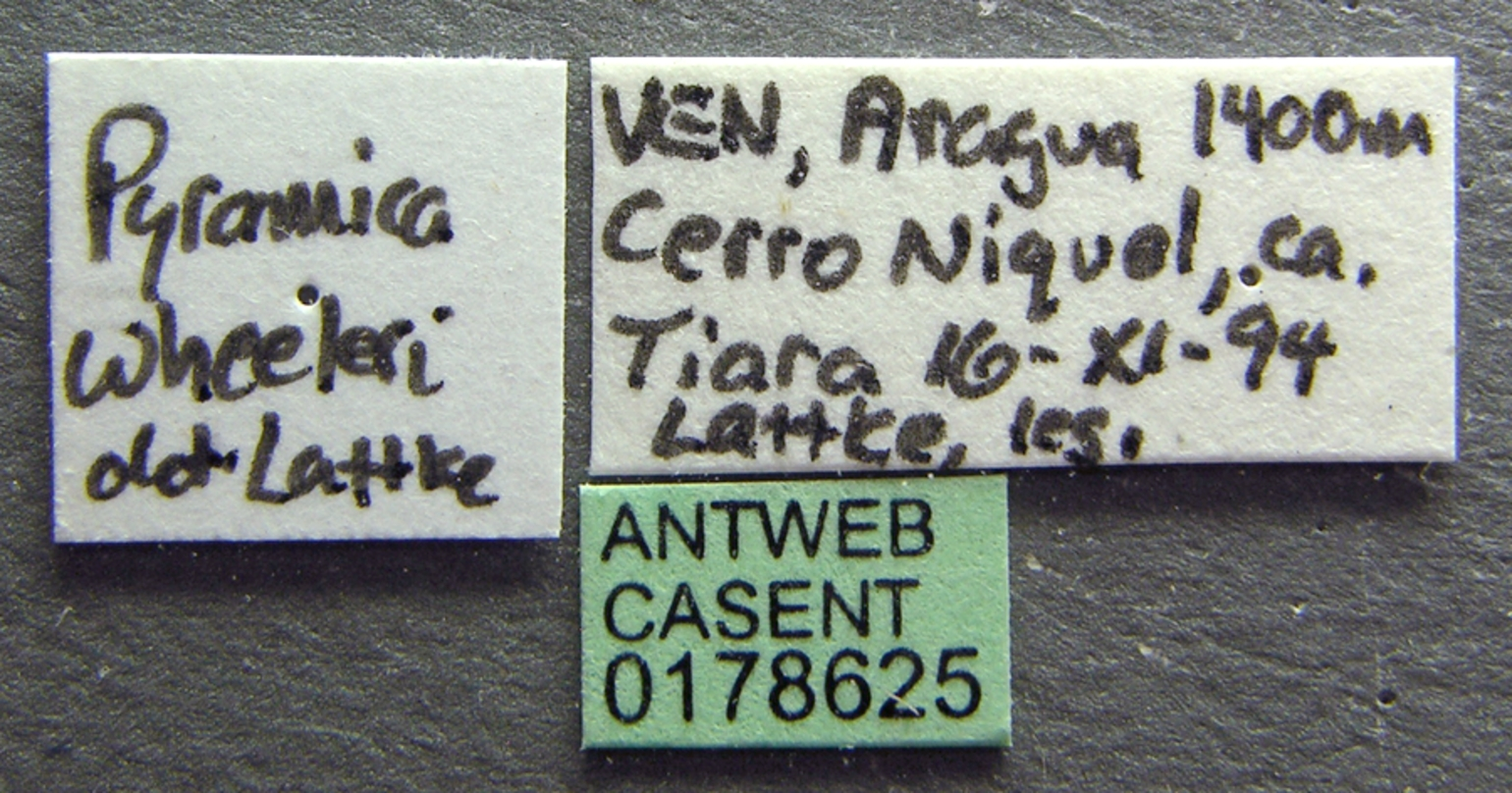